# Guido da Baisio I
Guido da Baisio (Reggio Emilia, 1285 ca. – Ferrara, 21 aprile 1349) è stato un vescovo cattolico italiano.

## Biografia
Proveniente da una famiglia nobile di parte ghibellina, era figlio di Filippo e nipote dell'omonimo giurista. Su di lui si è fatta una certa confusione a causa dell'omonimia con altri prelati: alla diocesi di Reggio Emilia gli succedette Guido Roberti, mentre era suo contemporaneo Guido Guisi vescovo di Modena e Concordia; a Concordia, Modena e Ferrara fu vescovo, tra il 1361 al 1384/1386, un altro Guido da Baisio, suo parente.
Non ci sono pervenute notizie sulla sua giovinezza e i suoi studi; in nessun documento viene qualificato come "dottore" e nulla si sa della sua cultura o di scritti di cui fu autore. Non si può comunque escludere che lo zio lo avesse indirizzato verso gli studi giuridici.
Non sembra fondata la notizia che lo vorrebbe arcidiacono di Bologna verso la fine del Duecento, a causa della giovane età. Per lo stesso motivo, appare difficile che egli possa aver sostituito lo zio nella stessa carica durante le sue assenze.
Viene citato per la prima volta nella bolla del 19 dicembre 1312 con cui papa Clemente V lo nominava vescovo di Reggio Emilia. Dopo la morte del predecessore Enrico Casalocci, infatti, l'arciprete e i canonici avevano eletto suo zio Guido da Baisio, ma questi rinunciò all'incarico lasciandolo al nipote. Da questa bolla, e da un'altra del 4 aprile 1313, veniamo a sapere che aveva ricevuto solo gli ordini minori, che era canonico prebendato della cattedrale e della chiesa di San Pietro e che godeva del beneficio di San Lorenzo in Monticello (in quell'occasione il papa dichiarò questi titoli vacanti). A causa della giovane età, fu necessario emettere una dispensa pontificia, datata 13 marzo 1313.
Nel febbraio 1314 ottenne la consacrazione episcopale dalle mani dell'arcivescovo di Ravenna, ma governava la diocesi sin dal 1313. In quell'anno costruì una cappella gentilizia in cattedrale (chiesa che fece restaurare due anni dopo). Secondo alcuni, fu lui, nel maggio 1313, a chiamare i serviti in città, i quali si insediarono nel convento dell'Annunciazione alla Giara.
Presenziò al terzo (1314) e al quarto (1317) sinodo provinciale ravennate. Il 20 novembre 1320 lui e il vescovo di Bologna ebbero da papa Giovanni XXII il permesso di pubblicare il processo e la sentenza di scomunica contro Cangrande della Scala e l'interdetto su Verona. Tra il 1323 e il 1324 fu coinvolto nelle vertenze attorno ai diritti e ai feudi dell'abbazia di Nonantola. L'anno seguente, su mandato del papa, difese il monastero di San Pietro di Modena che, rimasto senza abate, aveva subito angherie e soprusi. Il 20 aprile 1326 unì la chiesa di San Giovanni Battista alla mensa vescovile.
Fu trasferito alla diocesi di Rimini l'11 ottobre 1329. Secondo Luigi Nardi, il 21 giugno 1330 presenziò alla promulgazione della scomunica contro Modena e il suo clero, alleati di Ludovico il Bavaro. Il 4 febbraio 1331 Giovanni XXII lo incaricò di dare in commenda al cardinale Matteo Orsini il monastero di San Giovanni in Monte. Il 20 giugno seguente lo stesso pontefice diede a lui e al vescovo di Cesena l'ordine di assolvere l'arcivescovo di Ravenna Aimerico Chaluz, colpito da scomunica.
Per Vittore Silvio Grandi, aiutò Chiara da Rimini a edificare un monastero in città, ma la notizia non è confermata dalla monografia sulla beata scritta da Giuseppe Garampi.
Già il 29 febbraio 1332 passò alla diocesi di Ferrara, rimasta vacante dopo la morte di Guido Capello. Nel primo anno di episcopato compilò le costituzioni sull'abito dei chierici. Inoltre, numerosi documenti relativi a investiture da lui concesse risultano essere stati compilati a Bologna, prova che i presuli di Ferrara avessero in questa città una loro residenza dove potevano rifugiarsi in caso di necessità senza allontanarsi troppo dalla loro sede.
Anche in questo periodo furono emessi numerosi documenti pontifici, come la licentia testandi concessa da Giovanni XXII nel 1333 e le bolle di Benedetto XII che lo incaricò di agire in favore del vescovo di Comacchio (1335), dell'abate di San Prospero di Reggio Emilia (1336), del vescovo di Castello Nicolò Morosini (1339) e del cardinale Matteo Orsini, dapprima in qualità di amministratore di San Giovanni in Monte (1335-1336), poi come vescovo suburbicario di Sabina (1339-1340).
Nel 1339, analogamente a quanto aveva forse già fatto a Reggio Emilia, chiamò i serviti a Ferrara, che fondarono il monastero della Purificazione.
Morto il 21 aprile 1349, fu sepolto nella cattedrale il 23 aprile, secondo quanto aveva disposto nel testamento stilato tre giorni prima di morire. Nel documento è riportato, tra l'altro, un dettagliato elenco dei suoi libri, perlopiù opere giuridiche dello zio; chiese di celebrarne ogni anno l'anniversario della morte, segno della riconoscenza nei confronti di chi aveva favorito la sua carriera.